# Flaga australijskich Aborygenów

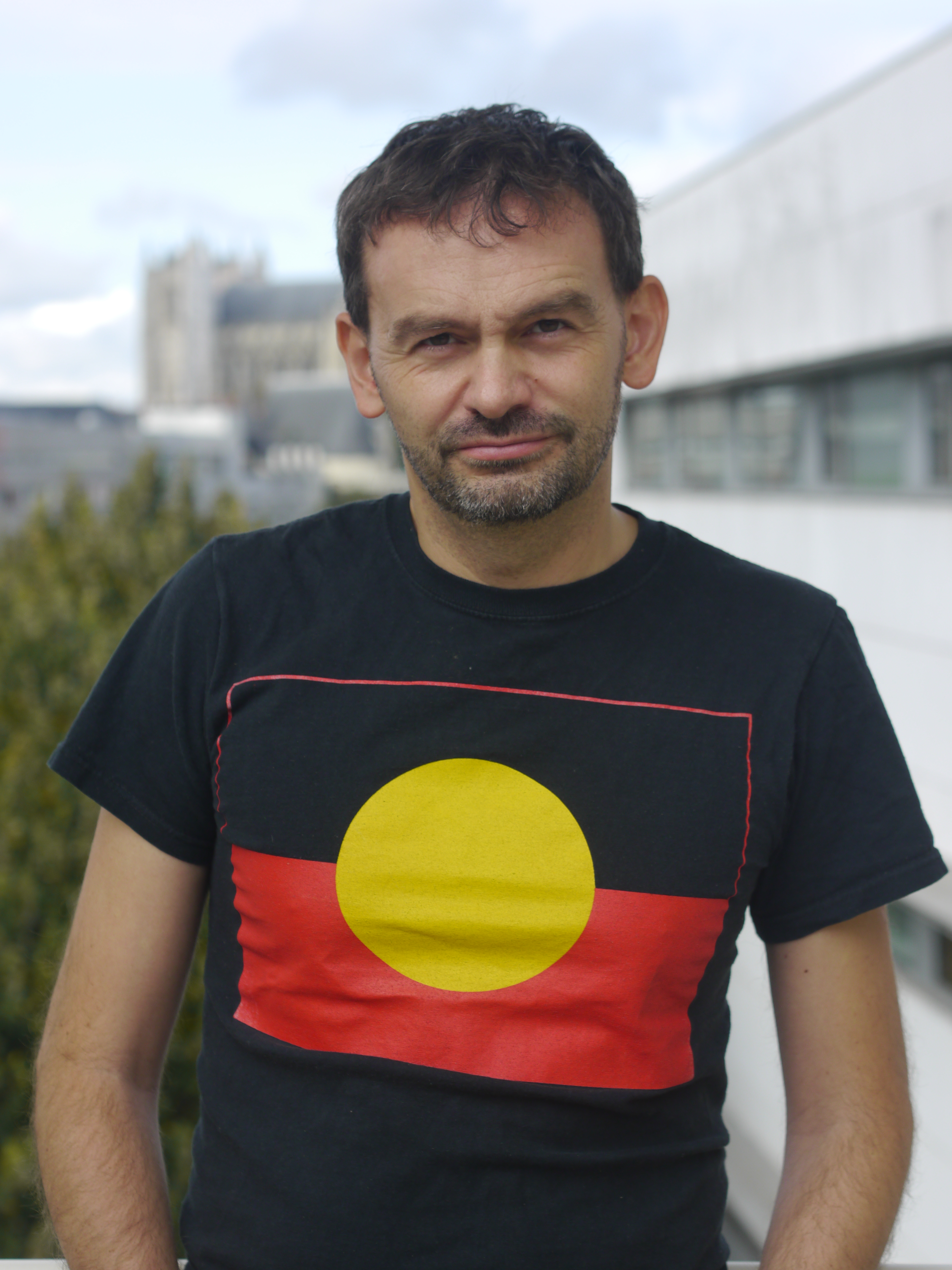
Flaga australijskich Aborygenów na koszulce

Flaga australijskich Aborygenów – zaprojektowana w 1971 roku przez aborygeńskiego artystę Harolda Thomasa, 14 lipca 1995 roku została oficjalnie zaakceptowana przez rząd Australii jako jeden z symboli narodowych tego państwa. 
Flaga została podzielona poziomo na dwie części. Górny pas flagi przyjął kolor czarny, który symbolizuje rdzennych mieszkańców kontynentu – Aborygenów, dolny pas flagi to kolor czerwony odnoszący się do ziemi australijskiej i ochry używanej w wielu tradycyjnych ceremoniach. Pośrodku flagi zostało umieszczone żółte koło, które odnosi się do słońca. 